# Ken Dagnall
Kenneth Dagnall (30 gennaio 1921 – marzo 1995) è stato un arbitro di calcio britannico, che lavorava sia in ambito nazionale che in ambito FIFA, specialmente durante la Coppa del Mondo 1966 tenutasi in Inghilterra.

## Carriera
Ken Dagnall fece carico di due partite dei Mondiali del 1966. La prima è stata la vittoria per 3-1 con l'Ungheria in Brasile nel gruppo 3 a Goodison Park il 15 luglio 1966. Successivamente diresse la finale per il 3º e 4º posto a Wembley il 28 luglio 1966, tra Portogallo e URSS, vinta dai portoghesi per 2-1. Pare che egli avrebbe invece arbitrato la finale di Coppa del Mondo se l'Inghilterra non si fosse qualificata per la finale. A livello nazionale, è stato poi selezionato per la finale di FA Cup a Wembley il 20 maggio 1967, quando il Tottenham superò il Chelsea per 2-1.